# Otto Bonhoff
Otto Bonhoff (* 21. Februar 1931 in Leipzig; † 7. Januar 2001) war ein deutscher Schriftsteller.

## Leben
Bonhoff wurde als Sohn eines Theologen geboren.
Nach dem Kriegsende arbeitete er zunächst in einer Laienspielgruppe der Antifaschistischen Jugend mit. Durch ein Stipendium der FDJ gelangte Bonhoff an die Leipziger Musikhochschule und konnte dort Schauspiel studieren. Es erfolgte ein erstes Engagement am ehemaligen Kreistheater Borna, das für Bonhoff die Erkenntnis brachte, dass die Bühne nicht seine Zukunft sein konnte.
Er nahm eine journalistische Ausbildung auf und wurde Volontär bei den Thüringer Neuesten Nachrichten. Darüber hinaus übernahm er weitere Reportageaufgaben für andere Redaktionen. Vom Tagesjournalismus ging Bonhoff zu literarischen und dramaturgischen Arbeiten über. „Es lockte mich, über den authentischen Fall, den konkreten Menschen und seine Situation hinauszudenken, tatsächliche Vorgänge in Spielhandlungen zu verpacken.“
Ab 1961 wurde Bonhoff freischaffend und schrieb 1961 Erzählungen, Romane, Hörspiele und Fernsehfilme. Besondere Popularität erlangen Bücher bzw. Filme, die er mit dem inhaltlich gleichgesinnten Autor Herbert Schauer geschrieben hat.
Otto Bonhoff war mit der Regisseurin Ursula Bonhoff geb. Obuch verheiratet, die beiden arbeiteten häufiger zusammen. Er verstarb nach langer schwerer Krankheit, kurz vor seinem 70. Geburtstag, am 7. Januar 2001.

## Werke

### Bücher
- Schatten über Notre Dame (mit Herbert Schauer), Militärverlag der DDR, Berlin, 1967, DNB 575976640
- Rächer, Retter und Rapiere (mit Herbert Schauer), Militärverlag der DDR, Berlin, 1969, DNB 458823309
- Attentat in Colorado – Erzählungen nach Tatsachen, Militärverlag der DDR, Berlin, 1971
- Über ganz Spanien wolkenloser Himmel (mit Herbert Schauer), Mitteldeutscher Verlag Halle-Leipzig, 1971, DNB 572472102
- Die Mannequins des Herrn Cordage, Militärverlag der DDR, Berlin, 1972
- Schritte im Sturm (Herausgeber), Reihe „Ereignisse-Tatsachen-Zusammenhänge“, Militärverlag der DDR, Berlin, 1974
- Besuch aus dem Nebel (utopischer Roman), Mitteldeutscher Verlag Halle-Leipzig, 1974, Buchfassung des gleichnamigen, 1973 uraufgeführten Schauspiels
- Nachtredaktion – Roman frei nach Tatsachen, Mitteldeutscher Verlag Halle-Leipzig, 1975
- Das unsichtbare Visier (mit Herbert Schauer), vierteilige Romanfolge („Kennwort Vergissmeinnicht“, „Das Geheimnis der Masken“, „Depot im Skagerrak“, „Sieben Augen hat der Pfau“), Militärverlag der DDR, Berlin, 1975–1980
- Strandfeuer bei Nacht, Militärverlag der DDR, Berlin, 1978
- Wie schleichendes Gift, Militärverlag der DDR, Berlin, 1978
- Die tötende Welle, Mitteldeutscher Verlag Halle-Leipzig, 1979
- Patentraub auf der Valentine, Verlag Neues Leben, Berlin, 1982
- Im Netz des Verbrechens, Verlag Neues Leben, Berlin, 1983
- Depot im Skagerrak (mit Herbert Schauer), Militärverlag der DDR, Berlin, 1983, DNB 369258363
- Das Spiel mit dem Drachen, Mitteldeutscher Verlag Halle-Leipzig, 1984
- Ernst Thälmann – Filmszenarium (mit E. Selbmann und G. Schiemann), Berlin, 1986
- Auf eigene Gefahr, Mitteldeutscher Verlag Halle-Leipzig, 1989
- Die letzte Begegnung, Militärverlag der DDR, Berlin, 1989
- Schloss ohne Schlüssel, Mitteldeutscher Verlag Halle-Leipzig, 1990
- Ein Scheiterhaufen für die Hexe, Brandenburgisches Verlagshaus, Berlin, 1990

### Hörspiele
- 1970: Der geraubte Rembrandt
- 1971: In matter of Herr Liebknecht
- 1971: Die englische Mappe
- 1971: Der Bumerang
- 1972: Argo 71
- 1974: Besuch aus dem Nebel

### Arbeiten für das Fernsehen (Auswahl)
- 1966: Schatten über Notre Dame
- 1971: Über ganz Spanien wolkenloser Himmel
- 1973: Nachtredaktion (Fernsehspiel)
- Das unsichtbare Visier
  - 1973: Der Römische Weg
  - 1973: Das Nest im Urwald
  - 1973: Das Wasserschloß
  - 1975: Ein merkwürdiger Anschlag
  - 1975: Das Geheimnis der Maske
  - 1975: Rätsel des Fjords
  - 1975: Depot im Skagerrak
  - 1976: Mörder machen keine Pause
  - 1976: Sieben Augen hat der Pfau
- 1979: Polizeiruf 110: Tödliche Illusion (TV-Reihe)
- 1981: Berühmte Ärzte der Charité: Der kleine Doctor
- 1981: Polizeiruf 110: Der Schweigsame (TV-Reihe)[2]
- 1982: Rächer, Retter und Rapiere
- 1983: Antrag auf Adoption
- 1986: Ernst Thälmann
- 1987: Die letzte Begegnung
- 1990: Polizeiruf 110: Zahltag (TV-Reihe)

## Auszeichnungen
- Theodor-Körner-Preis 1970[3]